# Műugrás a 2016-os úszó-Európa-bajnokságon
2016. május 9. és május 15. között került megrendezésre a brit fővárosban, Londonban – az úszó-Európa-bajnokság keretein belül – a műugró-Európa-bajnokság. Az Eb programja vegyes szinkron számokkal bővült.

## A versenyszámok időrendje
Az Európa-bajnokság eseményei helyi idő szerint (GMT +00:00):
| május 9., hétfő     | május 10., kedd                   | május 11., szerda         | május 12., csütörtök                  | május 13., péntek                  | május 14., szombat           | május 15., vasárnap              |
| ------------------- | --------------------------------- | ------------------------- | ------------------------------------- | ---------------------------------- | ---------------------------- | -------------------------------- |
|                     | 12:00 Férfiak 1 m (selejtező)     | 12:00 Nők 1 m (selejtező) | 11:30 Férfiak 3 m (selejtező)         | 12:30 Nők torony (selejtező)       | 10:00 Nők 3 m (selejtező)    | 10:00 Férfiak torony (selejtező) |
|                     |                                   |                           |                                       |                                    | 15:30 Férfiak 3 m (döntő)    | 15:30 Férfiak torony (döntő)     |
| 19:30 csapatverseny | 19:30 Férfiak 1 m (döntő)         | 20:00 Nők 1 m (döntő)     | 19:30 Férfiak 3 m (döntő)             | 19:30 Nők torony (döntő)           | 17:00 Vegyes torony szinkron | 17:13 Nők 3 m szinkron (döntő)   |
|                     | 21:13 Nők torony szinkron (döntő) | 21:30 Vegyes 3 m szinkron | 21:30 Férfiak torony szinkron (döntő) | 21:00 Férfiak 3 m szinkron (döntő) |                              |                                  |

## A versenyen részt vevő nemzetek
Az EB-n 23 nemzet 114 műugrója – 57 férfi és ugyanennyi nő – vett részt, az alábbi megbontásban:
| Részt vevő nemzetek férfi / nő megbontásban | Részt vevő nemzetek férfi / nő megbontásban | Részt vevő nemzetek férfi / nő megbontásban | Részt vevő nemzetek férfi / nő megbontásban | Részt vevő nemzetek férfi / nő megbontásban | Részt vevő nemzetek férfi / nő megbontásban | Részt vevő nemzetek férfi / nő megbontásban | Részt vevő nemzetek férfi / nő megbontásban | Részt vevő nemzetek férfi / nő megbontásban | Részt vevő nemzetek férfi / nő megbontásban | Részt vevő nemzetek férfi / nő megbontásban | Részt vevő nemzetek férfi / nő megbontásban |
| ------------------------------------------- | ------------------------------------------- | ------------------------------------------- | ------------------------------------------- | ------------------------------------------- | ------------------------------------------- | ------------------------------------------- | ------------------------------------------- | ------------------------------------------- | ------------------------------------------- | ------------------------------------------- | ------------------------------------------- |
| nemzet                                      | F                                           | N                                           | nemzet                                      | F                                           | N                                           | nemzet                                      | F                                           | N                                           | nemzet                                      | F                                           | N                                           |
| Ausztria                                    | 2                                           | 0                                           | Grúzia                                      | 2                                           | 0                                           | Magyarország                                | 0                                           | 2                                           | Románia                                     | 1                                           | 1                                           |
| Dánia                                       | 2                                           | 0                                           | Hollandia                                   | 2                                           | 3                                           | Németország                                 | 5                                           | 6                                           | Spanyolország                               | 2                                           | 1                                           |
| Egyesült Királyság                          | 7                                           | 7                                           | Horvátország                                | 0                                           | 2                                           | Norvégia                                    | 0                                           | 1                                           | Svájc                                       | 3                                           | 3                                           |
| Fehéroroszország                            | 3                                           | 2                                           | Írország                                    | 2                                           | 1                                           | Olaszország                                 | 5                                           | 4                                           | Svédország                                  | 2                                           | 5                                           |
| Finnország                                  | 3                                           | 2                                           | Lengyelország                               | 2                                           | 1                                           | Oroszország                                 | 6                                           | 5                                           | Ukrajna                                     | 4                                           | 7                                           |
| Franciaország                               | 3                                           | 2                                           | Litvánia                                    | 0                                           | 2                                           | Örményország                                | 1                                           | 0                                           |                                             |                                             |                                             |

F = férfi, N = nő

## Eredmények

### Éremtáblázat
| #        | nemzet                   | arany | ezüst | bronz | összesen |
| 1        | Egyesült Királyság (GBR) | 3     | 5     | 3     | 11       |
| 2        | Olaszország (ITA)        | 3     | 3     | 0     | 6        |
| 3        | Ukrajna (UKR)            | 3     | 2     | 3     | 8        |
| 4        | Oroszország (RUS)        | 2     | 2     | 5     | 9        |
| 5        | Németország (GER)        | 2     | 0     | 0     | 2        |
| 6        | Hollandia (NED)          | 0     | 1     | 0     | 1        |
| 7        | Ausztria (AUT)           | 0     | 0     | 1     | 1        |
| 7        | Magyarország (HUN)       | 0     | 0     | 1     | 1        |
| összesen | összesen                 | 13    | 13    | 13    | 39       |

### Éremszerzők
| versenyszám          | arany                                | ezüst                                      | bronz                                   |
| férfiak              |                                      |                                            |                                         |
| 1 m                  | Illja Kvasa                          | Giovanni Tocci                             | Constantin Blaha                        |
| 3 m                  | Jevgenyij Kuznyecov                  | Jack Laugher                               | Illja Kvasa                             |
| 3 m szinkron         | Jack Laugher / Chris Mears           | Jevgenyij Kuznyecov / Ilja Zaharov         | Olekszandr Horskovozov / Illja Kvasa    |
| 10 m                 | Tom Daley                            | Viktor Minyibajev                          | Nyikita Slejher                         |
| 10 m szinkron        | Patrick Hausding / Sascha Klein      | Tom Daley / Daniel Goodfellow              | Olekszandr Horskovozov / Makszim Dolgov |
| nők                  |                                      |                                            |                                         |
| 1 m                  | Tania Cagnotto                       | Elena Bertocchi                            | Nagyezsda Bazsina                       |
| 3 m                  | Tania Cagnotto                       | Uschi Freitag                              | Grace Reid                              |
| 3 m szinkron         | Tania Cagnotto / Francesca Dallapé   | Alicia Blagg / Rebecca Gallantree          | Nagyezsda Bazsina / Krisztina Ilinih    |
| 10 m                 | Julija Prokopcsuk                    | Tonia Couch                                | Georgia Ward                            |
| 10 m szinkron        | Maria Kurjo / My Phan                | Hanna Krasnoshlyk / Vlada Tatsenko         | Kormos Villő / Reisinger Zsófia         |
| vegyes csapatverseny |                                      |                                            |                                         |
| 3 m szinkron         | Grace Reid / Tom Daley               | Tania Cagnotto / Maicol Verzotto           | Nagyezsda Bazsina / Nyikita Slejher     |
| 10 m szinkron        | Julija Prokopcsuk / Maksym Dolgov    | Georgia Ward / Matthew Lee                 | Julija Tyimosinyina / Nyikita Slejher   |
| csapat               | Nagyezsda Bazsina / Viktor Minibajev | Julija Prokopcsuk / Olekszandr Horskovozov | Georgia Ward / Matthew Lee              |

## Statisztika
| Nőknél                           | Nőknél                                        | Nőknél                           | Férfiaknál                       | Férfiaknál                                    | Férfiaknál                       |
| A viadal legfiatalabb sportolója | A viadal legfiatalabb sportolója              | A viadal legfiatalabb sportolója | A viadal legfiatalabb sportolója | A viadal legfiatalabb sportolója              | A viadal legfiatalabb sportolója |
| Sportoló neve                    | Születési idő és kor (2016. május 9. szerint) | Nemzet                           | Sportoló neve                    | Születési idő és kor (2016. május 9. szerint) | Nemzet                           |
| -------------------------------- | --------------------------------------------- | -------------------------------- | -------------------------------- | --------------------------------------------- | -------------------------------- |
| Emma Gorebrant                   | 2000. szeptember 13. (15 évesen)              | Svédország                       | Alin Ioan Ronțu                  | 2000. szeptember 13. (15 évesen)              | Románia                          |
| A viadal legidősebb sportolója   |                                               |                                  |                                  |                                               |                                  |
| Sportoló neve                    | Születési idő és kor (2016. május 9. szerint) | Nemzet                           | Sportoló neve                    | Születési idő és kor (2016. május 9. szerint) | Nemzet                           |
| Rebecca Gallantree               | 1984. augusztus 19. (31 évesen)               | Egyesült Királyság               | Michele Benedetti                | 1984. december 17. (31 évesen)                | Olaszország                      |
| A legtöbb versenyszámban induló  |                                               |                                  |                                  |                                               |                                  |
| Sportoló neve                    | Versenyszám                                   | Nemzet                           | Sportoló neve                    | Versenyszám                                   | Nemzet                           |
| Tania Cagnotto                   | 1M / 3M / 3MS / 3MMS                          | Olaszország                      | Yauheni Karaliou                 | 3M/ 10M / 10MS / 3MS                          | Fehéroroszország                 |
| Nagyezsda Bazsina                | TE / 3MMS / 1M / 3MS                          | Oroszország                      | Nyikita Slejher                  | 3MMS / 10MMS / 1M / 10M                       | Oroszország                      |

___
10M = toronyugrás, 10MS = szinkron toronyugrás, 10MMS = vegyes szinkron toronyugrás, 1M = 1 m-es műugrás,
3M = 3 m-es műugrás, 3MS = 3m-es szinkronugrás, 3MMS = vegyes 3m-es szinkronugrás, TE = vegyes csapatverseny